# The French Laundry
The French Laundry est un restaurant étoilé de cuisine française situé à Yountville en Californie. Il est dirigé par le chef Thomas Keller.
Le bâtiment date des années 1900 et est inscrit au Registre national des lieux historiques.
La revue britannique Restaurant le classe régulièrement dans sa liste des cinquante meilleurs restaurants (premier en 2003 et 2004 par exemple).